# 260235 Attwood
260235 Attwood è un asteroide della fascia principale. Scoperto nel 2004, presenta un'orbita caratterizzata da un semiasse maggiore pari a 3,0355400 UA e da un'eccentricità di 0,1615065, inclinata di 1,84202° rispetto all'eclittica.